# Peltigeromyces microsporus
Peltigeromyces microsporus är en svampart som beskrevs av Möller 1901. Peltigeromyces microsporus ingår i släktet Peltigeromyces, ordningen disksvampar, klassen Leotiomycetes, divisionen sporsäcksvampar och riket svampar.   Inga underarter finns listade i Catalogue of Life.